# Do (miasto Trebinje)
Do (cyr. До) – wieś w Bośni i Hercegowinie, w Republice Serbskiej, w mieście Trebinje. W 2013 roku liczyła 14 mieszkańców.